# Стшалково
Стшалково (пол. Strzałkowo) — село в Польщі, у гміні Стшалково Слупецького повіту Великопольського воєводства.
Населення — 5451 особа (2011).
У 1975-1998 роках село належало до Конінського воєводства.
1919-1920 рр. польська влада тримала в Стшалково в ув'язненні бл. 7 000 українців з Галичини. Згодом з літа 1921 р. до сер. 1923 р. тут був табір інтернованих Армії УНР, привезених з Ланцуту; велася культурно-освітня робота, виходив тижневик «Наша Зоря», журнал «Військовий Вісник».

## Демографія
Демографічна структура станом на 31 березня 2011 року:
|          | Загалом | Допрацездатний вік | Працездатний вік | Постпрацездатний вік |
| -------- | ------- | ------------------ | ---------------- | -------------------- |
| Чоловіки | 2753    | 573                | 1956             | 224                  |
| Жінки    | 2698    | 514                | 1688             | 496                  |
| Разом    | 5451    | 1087               | 3644             | 720                  |

## Персоналії

### Померли
- Сіпполь Іван Іванович — полковник Армії УНР.